# María Jesús Cueto
María Jesús Cueto Puente (Santander, Cantabria, 1951) es una artista española, trabaja principalmente la escultura y los grabados con distintos materiales como el alabastro, el hierro fundido y el papel, entre otros.

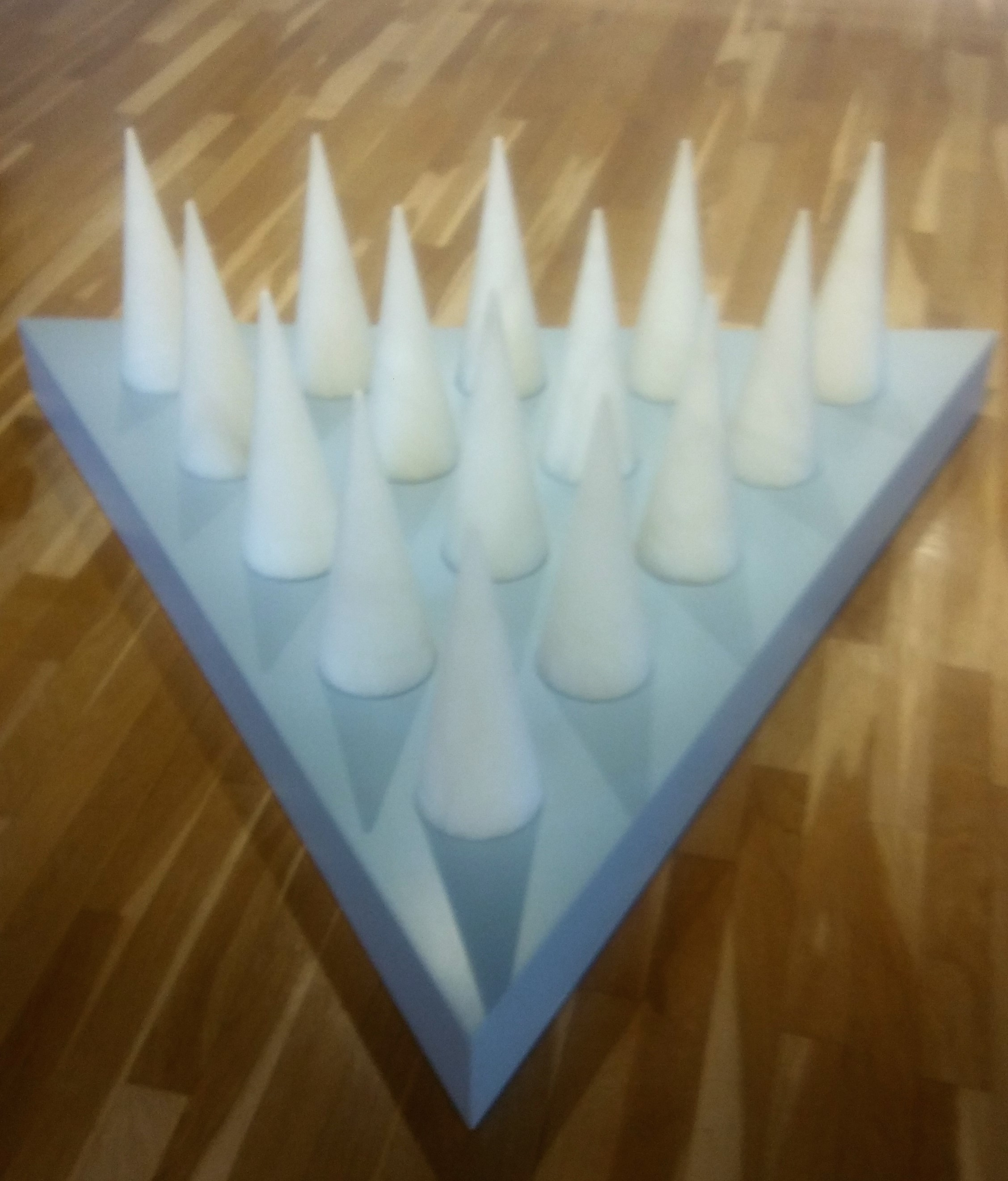
María Jesús Cueto. "Homenaje a Tartaglia" Museo de Arte e Historia de Durango (Vizcaya)

## Biografía
María Jesús Cueto nació en Santander en 1951 y comenzó sus estudios en 1971 en la Escuela Superior de Arquitectura de Valladolid y en 1973 en la Facultad de Bellas Artes de la Universidad del País Vasco (UPV/EHU) y decidió establecer su residencia en la capital vizcaína. Se licenció en Bellas Artes en 1978, en las especialidades de Escultura y Grabado participando en la 7ª experiencia de tecnología en la Escuela Libre de Sargadelos (Lugo). Es doctora en Bellas Artes de la Universidad del País Vasco (UPV-EHU). Su tesis, El alabastro como soporte material y medio de creación, recibió el Premio Extraordinario en Humanidades.

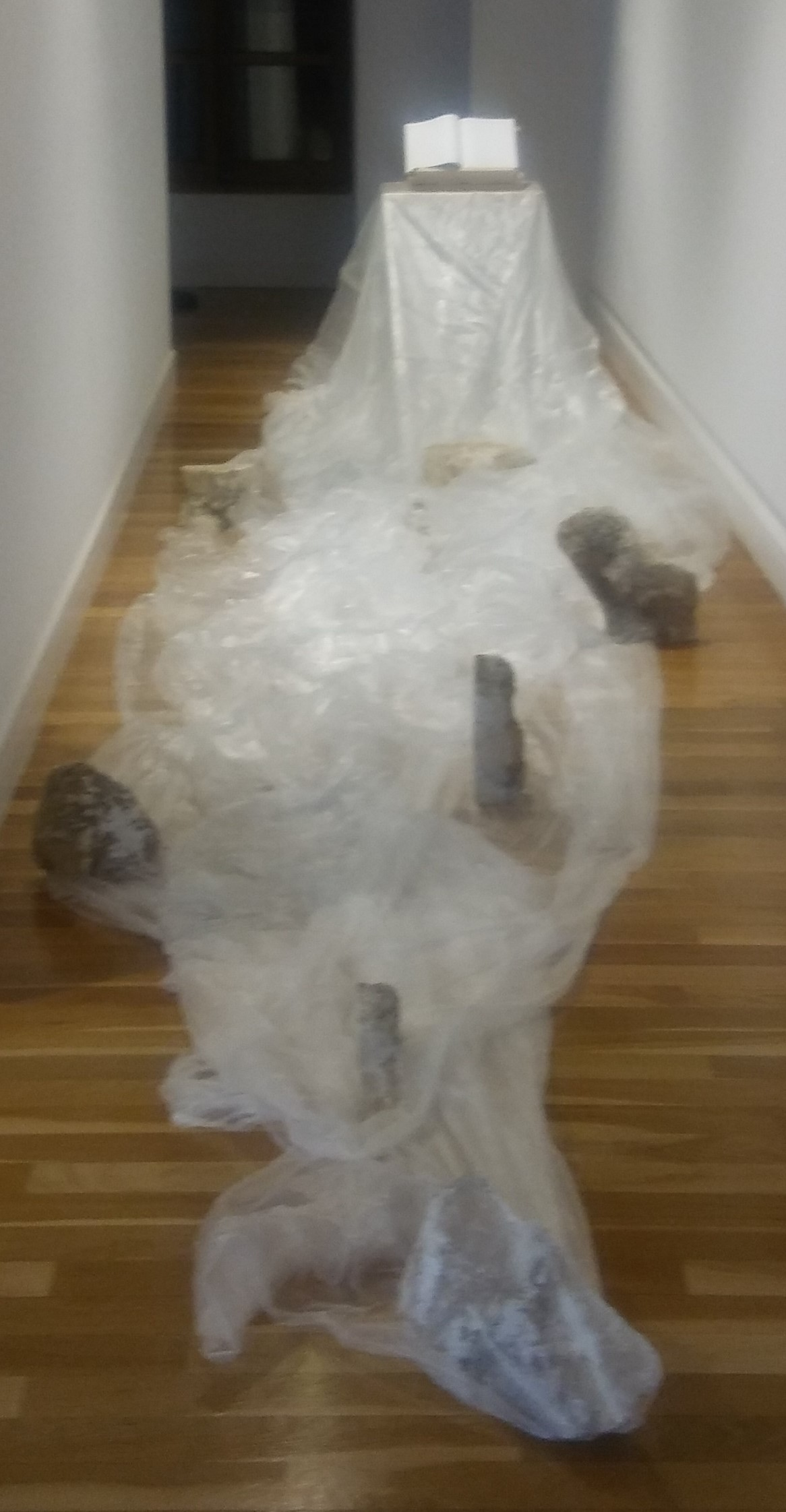
María Jesús Cueto. "Cristal de las horas". Museo de Arte e Historia de Durango (Vizcaya)

Desde 1979, es profesora en la Facultad de Bellas Artes, donde sigue desempeñando su labor docente integrada en el departamento de Escultura.
Es secretaria académica de dicho Departamento, directora del proyecto: Versión/per-versión, opciones de conectividad off-line en un ámbito de creación artística, becado por la UPV/EHU, Vicerrectorado de Investigación, Proyecto EHU 07/33 y coordinadora/comisaria internacional europea del proyecto Paesaggi di sale de la Accademia di Belle Arti di Palermo y la Facultad de Bellas Artes de la UPV/EHU, junto a Carlo Lauricela y Maia Rosa Mancuso.
Junto al artista y escritor Massimiliano Tonelli fundó en 1999 el grupo "Cueto & Tonelli" creando diferentes proyectos multimedia, instalaciones y exposiciones.

## Obras

### Muestras individuales
- Relieves cerámico-escultóricos que pueden verse en la Avda. Leonardo Torres Quevedo en Cazoña (Santander).[8]
- Obra Gráfica en la Galería La Bottega delle Stampe en Brescia, Italia.[4]
- Escultura en la Sala de Exposiciones CAPG de San Sebastián, Guipúzcoa.
- Escultura Obra Gráfica en el Monasterio de San Juan de Burgos.
- Obra Gráfica en La Casa Vieja de Simancas, Valladolid.
- Espacio, Silencio y Escultura en el Museo Municipal de Bellas Artes de Santander, Cantabria (1986).[9]
- Monocorde y la lámpara de la vida en la Sala de Exposiciones de la Biblioteca Municipal del Ayuntamiento de Santa María de Cayón, Cantabria (1993).
- Pieza de grandes dimensiones, de 8,43 metros cuadrados, que preside la entrada del Centro de Investigación Metalúrgica Azterlan de Durango, Vizcaya (1995).[10]
- Knosos-Sestao en la Sala de Exposiciones del Conservatorio de Música de Sestao, Vizcaya (1996).
- Es invitada a participar en el Centro Alfara Studium de Salamanca (2010) y en el I, II y III Simposium Internacional de Arte Contemporáneo de Guarda, Portugal (2016 al 2018).[11]
- Paréntesis Gráfico en Fundación Bruno Alonso de Santander (2019).[12]
- Signos en el tiempo.en la Sala de Exposiciones del Conservatorio de Música de Sestao  Escuela de Música de Sestao, Vizcaya (2019).[13]
- Signos en el tiempo. Aztarnak denboran zehar. Museo de Arte e Historia de Durango, Vizcaya (2020).[14][15]

### Exposiciones colectivas
- II Muestra de Pintores Jóvenes Montañeses en la Sala de la Cámara de Comercio de Santander, Cantabria (1973).
- Pinturas y Esculturas en las Salas del Ministerio de Información y Turismo de San Sebastián, Guipúzcoa(1977).
- Obra Gráfica en la Galería Dach de Bilbao, Vizcaya (1978).
- I Exposición de Pintoras y Escultoras de Cantabria en el Museo Municipal de Bellas Artes de Santander, Cantabria (1979).
- Exposición de Pintores y Escultores Contemporáneos Cántabros en el Centro Cultural de la Villa de Madrid (1980).
- Arteder Obra Gráfica en Bilbao, Vizcaya (1982).
- La Escultura en el Aula de Cultura C.A.M. de Bilbao, Vizcaya (1984).
- Exterior-Interior en la Fundación Valdecilla y Galería Siboney de Santander, Cantabria (1985).
- I Muestra Plástica en Astillero, Cantabria (1986) o El Sentido de la Vista en el Centro de Arte Casa Duró en Mieres, Asturias (2001).